# Slavac
Slavac ili Slavić (11. stoljeće) je prema nekim izvorima (Ivan Lučić), bio hrvatski kralj koji je uzurpirao prijestolje nakon smrti hrvatskog kralja Petra Krešimira IV. 1074. godine i vladao južnim dijelom hrvatskog kraljevstva od 1074. do 1075. godine. Prema nekim hrvatskim povjesničarima crkva sv. Petra na Priku u Omišu, na desnoj obali rijeke Cetine prvi put se spominje 1074. godine, upravo za vladanja kralja Slavca. U njoj je kralj Slavac, prema sačuvanom dokumentu pronađenom u kartularu spomenute crkve, presudio spor oko nekih zemalja.
Međutim, istraživanja su pokazala da Slavac ipak nije živio u razdoblju 1074. – 1075. nego kasnije i da je, na prijelazu iz 11. u 12. stoljeće, bio vladar hrvatskih Neretvana (Mariani) čiji su vladari nosili naziv rex, judex ili dux, kao Berigoj, Jakov, Rusin i Slavac u 11. stoljeću. Prema toj teoriji, kad je Normanski knez Amiko od Giovenazza 1074. napao je Hrvatsku, nije zarobio kralja Slavca, nego Petra Krešimira IV.
Povjesničar Neven Budak smatra da Slavac nije bio neretvanski vladar, već pretedent na hrvatsko prijestolje, nakon smrti kralja Zvonimira i kralja Stjepana II., ali tvrdi da nije bio okrunjen, jer se tada hrvatska kraljevska kruna nalazila kod nadbiskupa Lovre († 1099.) u Splitu.

## Podrijetlo i vladavina
Slavac je bio član uglednog roda i brat Rusina, župana primorske županije. S obzirom na podatak iz Sumpetarskog kartulara, moguće je pretpostaviti da je Slavac neko vrijeme obnašao dužnost hrvatskog bana i da mu je taj položaj, kao i Zvonimiru, omogućio uspon na hrvatsko prijestolja ili barem isticanje kandidature za krunu.
Dvije su verzije njegova života i vladavine. Prema prvoj, odmah po smrti kralja Petra Krešimira hrvatsko plemstvo se podijelilo u tri tabora. Dalmatinski gradovi i latinsko svećenstvo je želilo za kralja Stjepana (Stjepan II., hrvatski kralj), Krešimirova sinovca, kraljevski mađarski rođaci su htjeli bana Zvonimira (Dmitar Zvonimir), a većina hrvatskog naroda, kojemu nije bilo poćudno što je pokojni kralj Petar Krešimir toliko ugađao latinskim žiteljima, župana Slavca od plemena Svačića (porijeklom iz Trstenika kod Omiša).
Narodna stranka hrvatskog naroda je odnije prevagu i hrvatskim kraljem postade Slavac, no protiv njemu su se pobunili stanovnici dalmatinskih gradova i latinsko svećenstvo, a i sam papa ga nije želio priznati. Čini se, da je papa Grgur VII. htio na hrvatsko prijestolje postaviti danskoga kraljevića Magna mjesto kralja koji se naklanja slavenskom bogoslužju, što se vidi iz njegova pisma češkomu knezu Vratislavu II.
U Hrvatskoj nastadoše smutnje i nemiri, te su Slavčevi protivnici pozvali u pomoć Normane iz južne Italije. Slavac je pokušao da otjera Normane, ali mu to nije uspjelo. Normani pod knezom Amikom su ga zarobili i odveli u Normansku Italiju gdje mu nestaje trag, a dalmatinskim gradovima zavladaše Normani.
Crkvenom saboru u Splitu 1075. godine, uz hrvatske biskupe (Hrvatske, Splita, Nina, Zadra, Raba, Biograda, Trogira i Osora) nazočio je i papin poslanik, nadbiskup Gerard. Mlečani su se usprotivili normanskom vladavinom nad dalmatinskim gradovima zbog straha zatvaranja izlaza iz jadranskog mora, jer su ovi već vladali južnom Italijom. Stoga su inzistirali da predstavnici nekih dalmatinskih gradova (Splita, Trogira, Zadra i hrvatskoga Biograda) duždu Dominiku Silviju obećaju da u buduće nikada više ne će u Dalmaciju zvati niti Normana niti bilo kojih drugih tuđinaca. To su 8. veljače 1076. godine potpisali redom crkveni dostojanstvenici, i to: splitski nadbiskup Lovro, ninski biskup Formin i biogradski biskup Prestancije.
Prema drugoj verziji, Slavac je iskoristio krizu u Hrvatskoj nakon smrti kralja Zvonimira († 1089.) i uspio nametnuti svoju vlast nad jugoistočnim dijelovima zemlje, možda već za života kralja Stjepana II. († 1091.), a svakako nakon njegove smrti. Slavac je koristio neodređenu titulu kralja, jer najvjerojatnije nije bio okrunjen, ali vjeruje se da je imao poveći broj pristaša u hrvatskom kraljevstvu, jer su se u njegovoj pratnji nalazili ban Petar i tepčica Budimir. Nije poznato ništa o kraju njegove vladavine.

### Ostali projekti
|  | Wikizvor ima izvorni tekst Povijest Hrvatske I. (R. Horvat)/Kralj Slavić |

| Prethodnik Stjepan I. (oko 1030. – 1058.) | Petar Krešimir IV. (1058. – 1074.) | Nasljednik Dmitar Zvonimir (1075. – 1089.) |

| Prethodnik Stjepan II. (1089. – 1091.) | Slavac (1091. – 1093.) | Nasljednik Petar Svačić (1093. – 1097.) |